# Bill Moss
Bill Moss (Luton, Bedfordshire, 4 september 1933 - Woodsford, Dorchester, Dorset, 13 januari 2010) was een Brits Formule 1-coureur. Hij nam deel aan zijn thuisrace in 1959 voor het team Cooper, maar wist zich niet te kwalificeren.
Hij is geen familie van 16-voudig Grand Prix-winnaar Stirling Moss.